# Neuwittenbek
Neuwittenbek est une commune allemande de l'arrondissement de Rendsburg-Eckernförde, Land de Schleswig-Holstein.

## Géographie
Neuwittenbek se situe sur le canal de Kiel.
|            | Tüttendorf Felm    | Altenholz |
| Schinkel   | Neuwittenbek       |           |
| Krummwisch | Quarnbek Ottendorf | Kiel      |

Neuwittenbek se trouve sur une ligne vers Kiel.

## Histoire
Neuwittenbek est mentionné pour la première fois au XIIIe siècle.

## Personnalités liées à la commune
- Stephan Katt (né en 1979), pilote de moto